# Caspar Grod
Caspar Hubert Karl Maria Grod (* 30. November 1842 in Düsseldorf; † 27. Juni 1893 in Brohl) war ein deutscher Steinmetz und Politiker.

## Leben
Grod war der Sohn des Steinmetzmeisters Caspar Josef Grod (* 1819; † nach 1875 in Kleve) und dessen Ehefrau Anna (Maria) Reck (durch Hochzeit der Eltern legitimierte Servais) (* 22. Juni 1821 in Düsseldorf; † 1. August 1894 in Brohl). Er war katholisch und heiratete am 6. September 1869 in Lleve Wilhelmine Maria Wemmers (* 2. Mai 1845 in Kleve; † 7. Januar 1930 in Brohl).
Grod lebte als Maurer- und Steinmetzmeister in Brohl und war dort Steinhauereibesitzer und Grundbesitzer. Von 1885 bis 1888 war er Abgeordneter im Provinziallandtag der Rheinprovinz für den Stand der Landgemeinden und die Kreise Adenau, Ahrweiler und Zell.